# Metirosina
La Metirosina (nota anche come α-Metiltyrosine o Metyrosine) è un farmaco antipertensivo.
Il suo metodo di azione avviene inibendo l'enzima tirosina idrossilasi e, quindi, la sintesi di catecolamine, che, di conseguenza, esaurisce i livelli delle catecolamine dopamina, adrenalina e noradrenalina nel corpo.
La metirosina è stata utilizzata nel trattamento del feocromocitoma. È controindicato per il trattamento dell'ipertensione essenziale.
Tuttavia al giorno d'oggi raramente è usato in medicina, il suo uso principale è nella ricerca scientifica per investigare gli effetti dell'esaurimento della catecolamina sul comportamento.